# Nephrotoma muktesarensis
Nephrotoma muktesarensis är en tvåvingeart som beskrevs av Alexander 1952. Nephrotoma muktesarensis ingår i släktet Nephrotoma och familjen storharkrankar. Inga underarter finns listade i Catalogue of Life.